# Ponte Newton Navarro
A Ponte Newton Navarro está localizada na cidade de Natal, capital do estado brasileiro do Rio Grande do Norte. Ela liga os bairros da Zona Norte de Natal e os municípios do litoral norte do estado aos bairros da Zona Leste de Natal e do litoral sul, além de outras regiões da cidade passando pelo Rio Potengi. Devido à sua altura e imponência, logo virou atração turística.
A principal finalidade é a desobstrução do tráfego da Ponte de Igapó, melhorar o acesso ao Aeroporto Internacional de São Gonçalo do Amarante e a novos empreendimentos que vem se instalando na região norte, além de facilitar e aumentar o fluxo de turistas no litoral norte e facilitar a saída dos moradores da Zona Norte para os bairros do centro da cidade e outras zonas da capital.
O seu nome homenageia Newton Navarro, um importante artista potiguar.

## A Ponte
A ponte, cujo trecho estaiado foi projetado pelo engenheiro italiano Mario de Miranda, possui cerca de 2,713 km de extensão dos quais cerca de 500 metros são sustentados por cabos de aço presos a dois blocos centrais de 110 metros de altura, e o restante sustentado por vãos convencionais. [carece de fontes?] A ponte tem uma iluminação cênica e rodoviária.

### Números
| Característica                        | Informação |
| ------------------------------------- | --- |
| Altura da pista no vão central        | 55,10 m (equivalente a um prédio de 18 andares)                                                                             |
| Peso                                  | 170 milhões de quilos |
| Número total de estais (cabos de aço) | 144 unidades |
| Inclinação da rampa                   | 5,80% |
| Volume de concreto                    | 62.930,00 m³ (dos quais 70% são de concreto protendido)                                                                     |
| Quantidade total de aço               | 8.621.526 kg |
| Capacidade                            | 60 mil veículos/dia |
| Linhas de ônibus circulantes          | 7 linhas: N-25 (Seg. à Sab.), N-35 (Seg. à Sab.), N-43, N-75 (Seg. à Sab.), N-78 (Seg. à Sab.), N-84 e 125 (Seg. à Sab.).   |
| Valor da obra                         | R$ 194 milhões (valor inicial era de R$ 170 milhões)                                                                        |
| Festividades de inauguração           | Data: 6 dias de inauguração (16 de Novembro de 2007 a 21 de Novembro de 2007) Valor das festividades: R$ 1 milhão e 150 mil |

Na semana compreendida entre 21 e 25 de Setembro de 2009, a ponte passou a ter o tráfego interditado seis vezes por dia, em períodos de cinco minutos de duração. O objetivo foi realizar uma medição das tensões nos estais através de um sensor interno, para averiguar o estado dos mesmos.

## Controvérsias

### A ideia, o começo, as obras

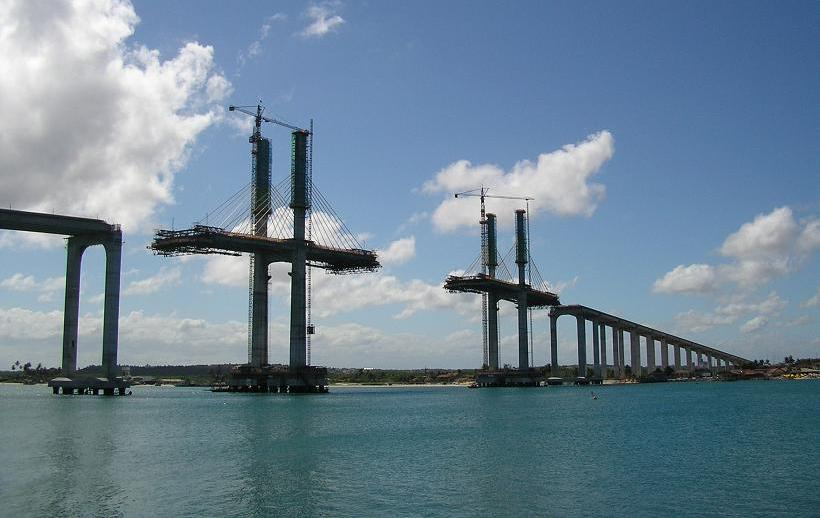
Ponte Newton Navarro durante a construção.

O projeto da ponte, oficialmente, veio desde 1992 na então gestão do prefeito Aldo Tinoco. Porém para algumas construtoras, a obra parecia impossível e não acreditavam que o estado teria capacidade para executar uma obra de tamanha magnitude. O projeto ficou "adormecido" por quatro anos. Até que em 1996, Wilma de Faria, então prefeita da capital potiguar, trouxe novamente o projeto à tona, mas só quando ela assumiu a governadoria do estado em 2002 conseguiu pôr a ideia em prática. E em 2003 o governo assumiu a responsabilidade da obra. Em 2004 foi aberto um novo edital de licitação.

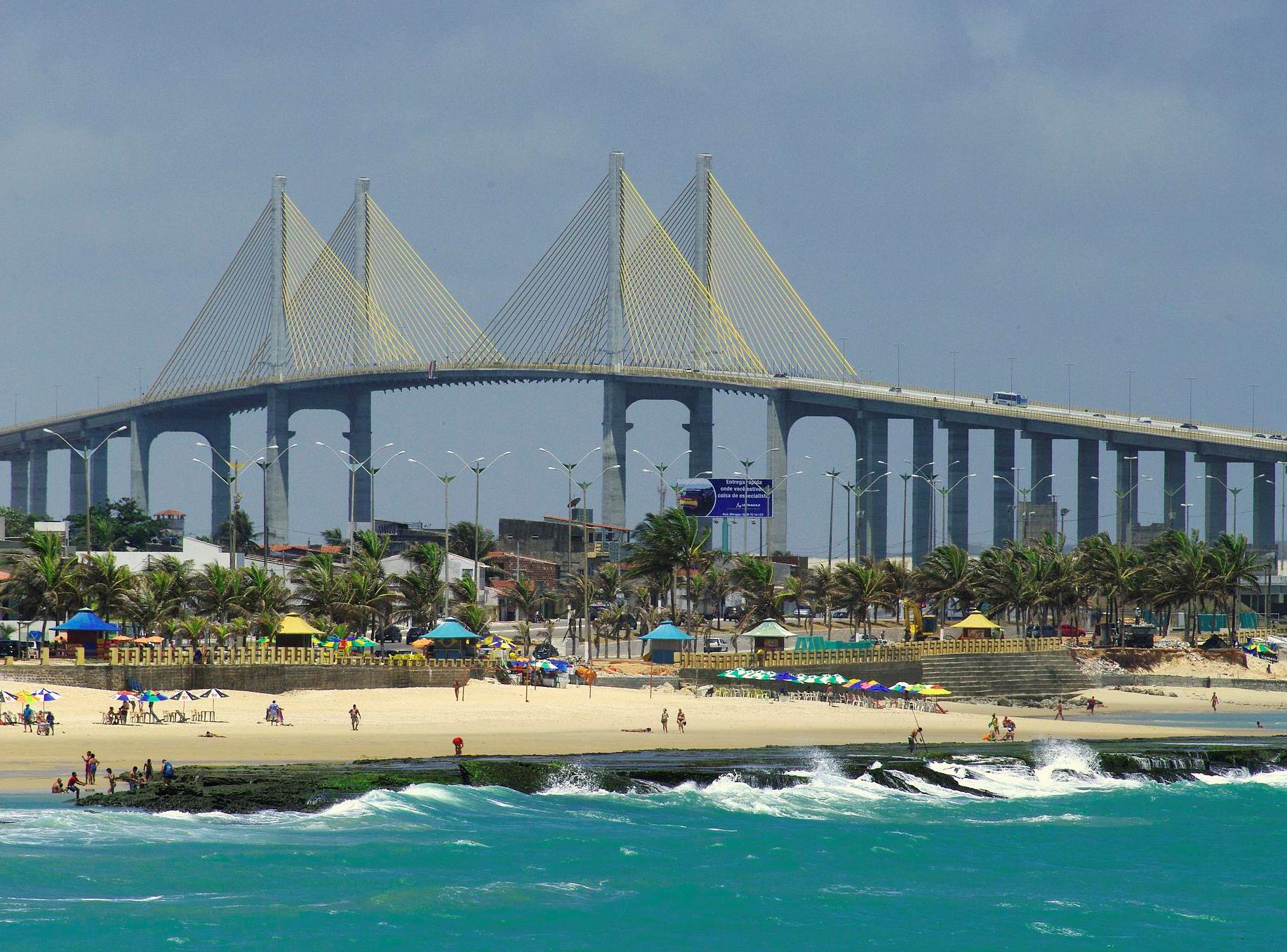
Praia do Forte com a Ponte Newton Navarro ao fundo.

As obras começaram oficialmente em 24 de outubro de 2004. Durante o ano 2005 a obra seguia em ritmo lentíssimo e cheia de empecilhos que atrasavam a obra, entre estes vários escandalos de super-faturamento envolvendo a governadora e várias datas de inauguração remarcadas. Em 2006 havia uma delas, mas a ponte não foi inaugurada. Depois, novamente marcaram a inauguração para Junho de 2007, quando também não ocorreu.
Vários empecilhos impediam a inauguração da ponte, os principais eram a instalação do sistema de proteção (defensas) nos dois pilares do vão central da ponte, e a desapropriação dos terrenos próximos a ponte, para o acesso a mesma.
Em 2018, o novo viaduto foi inaugurado no antigo semáforo/rotatória do local, pelo então governador Robinson Farias.

### Inauguração

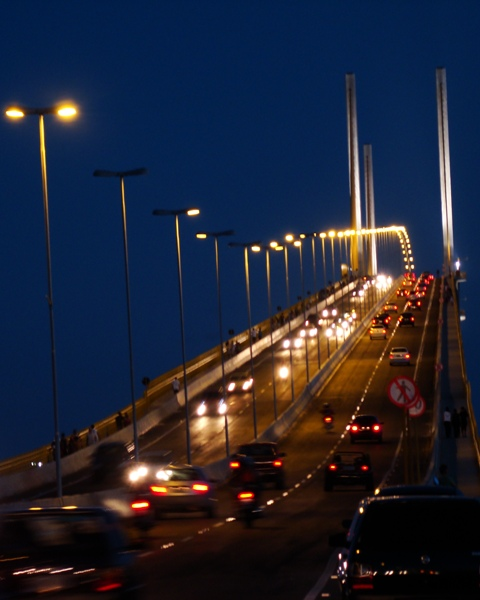
O transito de carros na ponte.

A ponte foi liberada para o tráfego de veículos, pedestres e ciclistas, as 8:00 da manhã do dia 21 de Novembro de 2007, momentos antes, um homem se jogou da ponte e faleceu. Após o tráfego ter sido liberado, milhares de natalenses e turistas cruzaram a ponte e, apesar das placas de proibição, vários chegavam a parar os carros na ponte, para poder olhar a paisagem e tirar fotos, o que ocasionou um enorme engarrafamento, mesmo com a chegada de guardas de trânsito no local, o engarrafamento se agravou.
Até hoje, a ponte ficou conhecida pelo alto índice de suicídios no local, onde virou destaque nacional nos principais noticiários.

### Benefícios
A ponte trouxe vários benefícios, entre eles, está a desobstrução do tráfego da Ponte de Igapó que melhorou muito, apesar de ainda ter um elevado tráfego de veículos e congestionamentos em certas partes da ponte e da avenida de acesso a ela. Outro benefício, é a valorização dos imovéis do litoral norte do estado e da Zona Norte de Natal, chegando a 200% de valorização. Outros benefícios são a chegada de vários empreendimentos na Zona Norte, como o Natal Norte Shopping, Carrefour e Atacadão, e ainda o aumento de turistas no litoral norte e a chegada do novo Aeroporto Internacional de São Gonçalo do Amarante, projetado para ser o maior aeroporto de cargas e passageiros da America Latina.

### Trivia

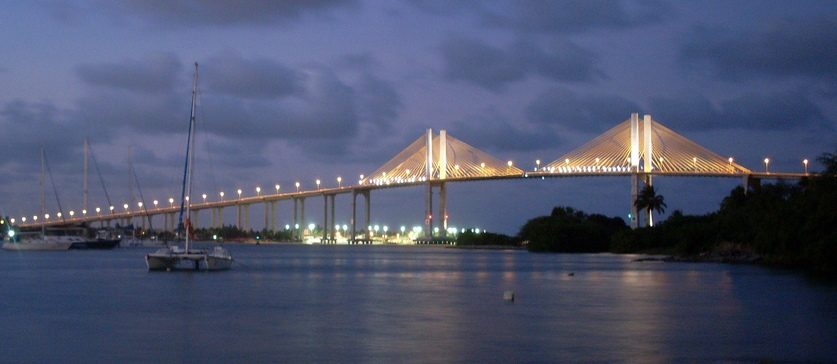
A ponte vista do Porto de Natal.

A ponte era vista como o maior estimulo ao desenvolvimento da Zona Norte de Natal e do litoral norte. O jornal Tribuna do Norte em seu artigo "Ponte não traz frutos esperados" cita que a ponte não trouxe, ainda, os frutos esperados para o desenvolvimento turístico da região, destacando que outras ações precisam ser implementadas na área de infraestrutura para a indução do desenvolvimento turístico. O artigo também destaca que a região carece de uma estrutura viária melhor.
A ponte também era vista como uma solução ao problema do transito na saída e entrada para a região norte da cidade. Entretanto, pouco depois de dois anos de sua inauguração, a ponte se tornou um dos pontos críticos do transito na capital potiguar, especialmente no início da noite. Como os outros pontos da Zona Norte, os motoristas não têm outras alternativas.